# Han Kwang-song
Han Kwang-song (Pyongyang, 11 de setembro de 1998) é um jogador de futebol profissional norte-coreano que joga como atacante pela seleção da Coréia do Norte. Atualmente está sem clube.[carece de fontes?]

## Carreira

### Cagliari
Han Kwang-song se juntou ao Cagliari na Academia de Base em 2015, após um período de testes bem-sucedido. Han se tornou o primeiro norte-coreano a jogar na Série A em 3 a 1 fora de Palermo, em 2 de abril de 2017, aparecendo como um substituto para Marco Sau aos 86 minutos. Ele marcou seu primeiro gol pelo clube em uma derrota em casa por 3 a 2 para o Torino em 9 de abril, com o gol da partida em 5 minutos, tornando-se o primeiro norte-coreano a marcar na Série A. Em 13 de abril de 2017, Han assinou uma extensão de contrato para continuar a jogar por Cagliari até 2022.

#### Empréstimo a Perúgia
Em 7 de agosto de 2017, ele foi emprestado para a equipe da Serie B Perugia. Ele estreou pelo clube no jogo da terceira rodada da Coppa Italia contra o Benevento, onde foi substituído por Simone Emmanuello aos 79 '. Perugia venceu o jogo por 4-0.[carece de fontes?]
Em 27 de agosto de 2017, ele marcou um hat trick em sua estréia no Serie B para o Perugia em uma vitória por 5 a 1 sobre o Virtus Entella . Em 1º de fevereiro de 2018, ele foi levado de volta a Cagliari.
Em 15 de agosto de 2018, Han foi  emprestando ao Perugia pela segunda vez.

## Estatísticas de carreira

### Clube
Atualizado 19 de Abril de 2019
| Clube                | Liga              | Temporada         | Liga | Liga | Copa | Copa | Europa | Europa    | De outros | De outros | Total | Total |
| Clube                | Liga              | Temporada         | Apps | Gols | Apps | Gols | Apps   | Objetivos | Apps      | Objetivos | Apps  | Gols  |
| -------------------- | ----------------- | ----------------- | ---- | ---- | ---- | ---- | ------ | --------- | --------- | --------- | ----- | ----- |
| Cagliari             | Série A           | 2016–17           | 5    | 1    | 0    | 0    | -      | -         | -         | -         | 5     | 1     |
| Perugia (empréstimo) | Serie B           | 2017–18           | 17   | 7    | 2    | 0    | -      | -         | -         | -         | 19    | 7     |
| Cagliari             | Série A           | 2017–18           | 7    | 0    | 0    | 0    | -      | -         | -         | -         | 7     | 0     |
| Cagliari             | Total             | Total             | 12   | 1    | 0    | 0    | -      | -         | -         | -         | 12    | 1     |
| Perugia (empréstimo) | Serie B           | 2018–19           | 12   | 3    | 0    | 0    | -      | -         | -         | -         | 12    | 3     |
| Perugia (empréstimo) | Total             | Total             | 29   | 10   | 2    | 0    | -      | -         | -         | -         | 31    | 10    |
| Total de Carreira    | Total de Carreira | Total de Carreira | 41   | 11   | 2    | 0    | -      | -         | -         | -         | 43    | 11    |